# Centrobasket
El Centrobasket es el torneo de baloncesto organizado por la FIBA a través de FIBA Américas donde participan las selecciones nacionales de México, América Central y el Caribe. Estos países constituyen la Confederación Centroamericana y del Caribe de Baloncesto (CONCECABA). 
Inicialmente el torneo se jugó en los años impares, cada dos años, con rarísimas excepciones, como las ediciones de 1981 y 1985 que se realizaron con un intervalo de cuatro años debido a que no se llevaron a cabo los torneos de 1979 y 1983. En 2003 y 2004 el torneo se realizó en años consecutivos, pero luego de esto se volvió al formato original de un torneo cada dos años, pero ahora en años pares. 
Los equipos de 32 países tienen la oportunidad de calificar para estos torneos al terminar en alto (por lo general el primer o segundo lugar) en los últimos Centrobasket o mediante una colocación alta en los campeonatos regionales: Campeonato FIBA COCABA para México y los siete países de América Central, y en el Campeonato FIBA CBC para los 24 países del Caribe.

## Sistema de competición
Diez equipos participan en el torneo, dividido en dos grupos. La primera ronda del torneo consiste en juegos de todos contra todos, y luego, en la segunda ronda, los equipos compiten para definir su posición final en el torneo. 
Los tres o cuatro primeros clasificados suelen ganar plazas para el Campeonato FIBA Américas, de la que pueden calificar para la Copa Mundial o los Juegos Olímpicos. 
La Selección de baloncesto de Puerto Rico ha sido campeón del Centrobasket once veces, seguida de lejos por las selecciones de Panamá y Cuba con 4 cada uno, y mucho más atrás por las selecciones de República Dominicana y México con tres cada uno.

## Ediciones
| 1965 Detalles | Ciudad de México   | México               | Sistema de liga | Puerto Rico                    | Cuba                           | Sistema de liga | Panamá                         |
| 1967 Detalles | San Salvador       | Panamá               | Sistema de liga | Cuba                           | Islas Vírgenes Estadounidenses | Sistema de liga | México                         |
| 1969 Detalles | La Habana          | Panamá               | Sistema de liga | Cuba                           | Puerto Rico                    | Sistema de liga | Venezuela                      |
| 1971 Detalles | Valencia y Caracas | Cuba                 | Sistema de liga | Puerto Rico                    | Venezuela                      | Sistema de liga | República Dominicana           |
| 1973 Detalles | San Juan           | Puerto Rico          | Sistema de liga | México                         | Cuba                           | Sistema de liga | Panamá                         |
| 1975 Detalles | Santo Domingo      | México               | Sistema de liga | Puerto Rico                    | Cuba                           | Sistema de liga | República Dominicana           |
| 1977 Detalles | Panamá             | República Dominicana | Sistema de liga | Puerto Rico                    | Panamá                         | Sistema de liga | México                         |
| 1981 Detalles | San Juan           | Panamá               | 82 - 76         | Puerto Rico                    | Cuba                           | Sistema de liga | México                         |
| 1985 Detalles | Ciudad de México   | Puerto Rico          | Sistema de liga | Panamá                         | Cuba                           | Sistema de liga | México                         |
| 1987 Detalles | Santo Domingo      | Puerto Rico          | 98 - 85         | Panamá                         | México                         | 90 - 87         | República Dominicana           |
| 1989 Detalles | La Habana          | Puerto Rico          | 116 - 83        | Panamá                         | Cuba                           | 94 - 79         | México                         |
| 1991 Detalles | Monterrey          | Puerto Rico          | 99 - 82         | México                         | Cuba                           | 108 - 87        | Panamá                         |
| 1993 Detalles | Ponce              | Puerto Rico          | 87 - 77         | Cuba                           | Panamá                         | 96 - 83         | República Dominicana           |
| 1995 Detalles | Santo Domingo      | Cuba                 | 85 - 87         | República Dominicana           | Puerto Rico                    | 95 - 88         | Panamá                         |
| 1997 Detalles | Tegucigalpa        | Cuba                 | 106 - 93        | Puerto Rico                    | República Dominicana           | 92–75           | México                         |
| 1999 Detalles | La Habana          | Cuba                 | 67 - 63         | Puerto Rico                    | República Dominicana           | 86 - 74         | Panamá                         |
| 2001 Detalles | Toluca             | Puerto Rico          | 86 - 73         | México                         | Panamá                         | 93 - 82         | Islas Vírgenes Estadounidenses |
| 2003 Detalles | Culiacán           | Puerto Rico          | 92 - 83         | República Dominicana           | México                         | 78 - 76         | Islas Vírgenes Estadounidenses |
| 2004 Detalles | Santo Domingo      | República Dominicana | 75 - 74         | Puerto Rico                    | Panamá                         | 98 - 89         | México                         |
| 2006 Detalles | Panamá             | Panamá               | 73 - 59         | Islas Vírgenes Estadounidenses | Puerto Rico                    | 93 - 83         | México                         |
| 2008 Detalles | Chetumal y Cancún  | Puerto Rico          | 87 - 70         | Islas Vírgenes Estadounidenses | República Dominicana           | 102 - 74        | Cuba                           |
| 2010 Detalles | Santo Domingo      | Puerto Rico          | 89 - 80         | República Dominicana           | Panamá                         | 75 - 74         | Cuba                           |
| 2012 Detalles | San Juan           | República Dominicana | 80 - 72         | Puerto Rico                    | Jamaica                        | 78 - 54         | Panamá                         |
| 2014 Detalles | Tepic              | México               | 74 - 60         | Puerto Rico                    | República Dominicana           | 75 - 66         | Cuba                           |
| 2016 Detalles | Panamá             | Puerto Rico          | 84 - 83         | México                         | República Dominicana           | 64 - 48         | Panamá                         |

## Tabla de medallas
| Pos. | Selección                      |    |    |   | Total |
| ---- | ------------------------------ | -- | -- | - | ----- |
| 1    | Puerto Rico                    | 11 | 10 | 3 | 24    |
| 2    | Cuba                           | 4  | 3  | 6 | 13    |
| 3    | Panamá                         | 4  | 3  | 5 | 12    |
| 5    | México                         | 3  | 4  | 2 | 9     |
| 4    | República Dominicana           | 3  | 3  | 5 | 11    |
| 6    | Islas Vírgenes Estadounidenses | 0  | 2  | 1 | 3     |
| 7    | Venezuela                      | 0  | 0  | 1 | 1     |
| 8    | Jamaica                        | 0  | 0  | 1 | 1     |

## Historial de participaciones
| Equipo                         | 1965 | 1967 | 1969 | 1971 | 1973 | 1975 | 1977 | 1981 | 1985 | 1987 | 1989 | 1991 | 1993 | 1995 | 1997 | 1999 | 2001 | 2003 | 2004 | 2006 |
| Antigua y Barbuda              | -    | -    | -    | -    | -    | -    | -    | -    | -    | -    | -    | -    | -    | -    | -    | -    | -    | 8º   | 7º   | -    |
| Antillas Neerlandesas          | -    | -    | -    | -    | -    | -    | 7º   | -    | -    | -    | -    | -    | -    | -    | -    | -    | -    | -    | -    | -    |
| Bahamas                        | -    | -    | -    | -    | -    | 7º   | -    | -    | 8º   | -    | 8º   | -    | -    | 5º   | -    | -    | -    | 5º   | -    | -    |
| Barbados                       | -    | -    | -    | -    | -    | -    | -    | -    | -    | -    | -    | -    | -    | 6º   | -    | -    | 7º   | -    | 6º   | -    |
| Belice                         | -    | -    | -    | -    | -    | -    | -    | -    | -    | -    | -    | -    | -    | -    | -    | 7º   | -    | -    | -    | -    |
| Costa Rica                     | -    | -    | -    | -    | -    | -    | -    | -    | -    | -    | 7º   | 5º   | -    | 7º   | -    | 8º   | -    | 7º   | -    | 8º   |
| Cuba                           | 3º   | 2º   | 2º   | 1º   | 3º   | 3º   | -    | 3º   | 3º   | 5º   | 3º   | 3º   | 2º   | 1º   | 1º   | 1º   | 6º   | -    | 5º   | 6º   |
| El Salvador                    | -    | 5º   | -    | 5º   | -    | 8º   | 5º   | -    | 7º   | -    | 10º  | -    | -    | -    | 7º   | -    | -    | -    | -    | -    |
| Guatemala                      | -    | 6º   | -    | -    | -    | -    | -    | -    | -    | -    | -    | -    | -    | -    | -    | -    | -    | 6º   | 8º   | -    |
| Guyana                         | -    | -    | -    | 7º   | 8º   | 10º  | -    | -    | -    | -    | -    | -    | -    | -    | -    | -    | -    | -    | -    | -    |
| Haití                          | -    | -    | -    | -    | -    | 11º  | -    | 8º   | -    | -    | -    | -    | -    | -    | -    | -    | -    | -    | -    | -    |
| Honduras                       | -    | 7º   | -    | -    | -    | -    | 6º   | -    | 9º   | -    | -    | -    | -    | -    | 6º   | -    | 8º   | -    | -    | -    |
| Islas Vírgenes Británicas      | -    | -    | -    | -    | -    | -    | -    | -    | -    | -    | -    | -    | -    | -    | -    | -    | -    | -    | -    | -    |
| Islas Vírgenes Estadounidenses | 5º   | 3º   | -    | -    | 6º   | 5º   | -    | 7º   | 5º   | -    | 6º   | -    | 6º   | -    | 5º   | 6º   | 4º   | 4º   | -    | 2º   |
| Jamaica                        | -    | -    | -    | -    | -    | -    | -    | -    | -    | -    | -    | -    | -    | -    | 8º   | -    | -    | -    | -    | 7º   |
| México                         | 1º   | 4º   | -    | -    | 2º   | 1º   | 4º   | 4º   | 4º   | 3º   | 4º   | 2º   | 5º   | -    | 4º   | 5º   | 2º   | 3º   | 4º   | 4º   |
| Nicaragua                      | -    | -    | -    | -    | -    | -    | -    | -    | -    | -    | -    | -    | -    | -    | -    | -    | -    | -    | -    | -    |
| Panamá                         | 4º   | 1º   | 1º   | -    | 4º   | -    | 3º   | 1º   | 2º   | 2º   | 2º   | 4º   | 3º   | 4º   | -    | 4º   | 3º   | -    | 3º   | 1º   |
| Puerto Rico                    | 2º   | -    | 3º   | 2º   | 1º   | 2º   | 2º   | 2º   | 1º   | 1º   | 1º   | 1º   | 1º   | 3º   | 2º   | 2º   | 1º   | 1º   | 2º   | 3º   |
| República Dominicana           | -    | -    | 5º   | 4º   | 5º   | 4º   | 1º   | 5º   | 6º   | 4º   | 5º   | -    | 4º   | 2º   | 3º   | 3º   | 5º   | 2º   | 1º   | 5º   |
| Surinam                        | -    | -    | -    | -    | -    | 9º   | -    | -    | -    | -    | -    | -    | -    | -    | -    | 7º   | -    | -    | -    | -    |
| Trinidad y Tobago              | -    | -    | -    | 6º   | -    | -    | -    | -    | -    | 6º   | 9º   | -    | -    | -    | -    | -    | -    | -    | -    | -    |
| Venezuela                      | -    | -    | 4º   | 3º   | 7º   | 6º   | -    | 6º   | -    | -    | -    | -    | -    | -    | -    | -    | -    | -    | -    | -    |

| Equipo                         | 2008 | 2010 | 2012 | 2014 | 2016 | Total |
| Antigua y Barbuda              | -    | -    | -    | -    | 10º  | 3     |
| Antillas Neerlandesas          | -    | -    | -    | -    | -    | 1     |
| Bahamas                        | -    | -    | 5º   | 7º   | 7º   | 8     |
| Barbados                       | -    | -    | -    | -    | -    | 3     |
| Belice                         | -    | 7º   | -    | -    | -    | 2     |
| Costa Rica                     | 8º   | -    | 9º   | 9º   | 9º   | 10    |
| Cuba                           | 4º   | 4º   | 8º   | 4º   | 6º   | 23    |
| El Salvador                    | 7º   | -    | -    | 10º  | -    | 8     |
| Guatemala                      | -    | -    | -    | -    | -    | 3     |
| Guyana                         | -    | -    | -    | -    | -    | 3     |
| Haití                          | -    | -    | -    | -    | -    | 2     |
| Honduras                       | -    | -    | -    | -    | -    | 5     |
| Islas Vírgenes Británicas      | -    | 8º   | -    | -    | -    | 1     |
| Islas Vírgenes Estadounidenses | 2º   | 9º   | 7º   | 6º   | 5º   | 17    |
| Jamaica                        | -    | 5º   | 3º   | 8º   | -    | 5     |
| México                         | 5º   | 6º   | 6º   | 1º   | 2º   | 22    |
| Nicaragua                      | -    | -    | 10º  | -    | 8º   | 2     |
| Panamá                         | 6º   | 3º   | 4º   | 5º   | 4º   | 21    |
| Puerto Rico                    | 1º   | 1º   | 2º   | 2º   | 1º   | 24    |
| República Dominicana           | 3º   | 2º   | 1º   | 3º   | 3º   | 22    |
| Surinam                        | -    | -    | -    | -    | -    | 1     |
| Trinidad y Tobago              | -    | 10º  | -    | -    | -    | 4     |
| Venezuela                      | -    | -    | -    | -    | -    | 5     |